# De Armageddon Reiziger
De Armageddon Reiziger is een stripalbum uit 2001 en het tweeëntwintigste deel uit de stripreeks Storm, getekend door Don Lawrence naar een scenario van Martin Lodewijk. Het is het dertiende deel van de subreeks De kronieken van Pandarve. Het vormt samen met De Von Neumann-Machine (1993) en De Genesis Formule (1995) een drieluik. 
De Armegeddon Reiziger is het laatste album van Storm waar Don Lawrence aan gewerkt heeft. Op 29 december 2003 sterft hij aan de gevolgen van een longontsteking.

## Verhaallijn
Storm staat voor de onmogelijke taak om een botsing tussen de indringer en Pandarve te voorkomen. Hij laat zijn digitale tweelingbroer downloaden naar de centrale computer van de indringer in de hoop dat die de formule "> 4 & X" kan herstellen. Met de hulp van Alice weet de digitale Storm de beveiliging te omzeilen. Ondertussen laat de echte Storm Pandarve weten dat het bewijs voor de laatste stelling van Fermat in het aardjaar 1994 geleverd werd. Pandarve is woedend op Storm omdat hij deze informatie niet eerder deelde, maar ze helpt hem desondanks om zijn vrienden te redden en hun weg naar de centrale computer te vinden. Na het invoeren van de formule scheiden de miljoenen werelden van de indringer zich op het allerlaatste moment van elkaar. Op de levende planeet Pandarve openbaart de godin Pandarve zich aan Storm en bedankt hem voor het afwenden van het gevaar.